# بتی آرلن
بتی آرلن (انگلیسی: Betty Arlen؛ ۱۹۰۹ – ۱۹۶۶) هنرپیشه اهل ایالات متحده آمریکا بود.

## گزیدهٔ فیلمشناسی
- آنی تفنگت را می‌گیرد (۱۹۵۰)
- هوا همیشه مناسب است (۱۹۵۵)